# Alconada
Alconada település Spanyolországban, Salamanca tartományban.  Lakosainak száma 134 fő (2024).

## Népesség
A település népessége az elmúlt években az alábbi módon változott:
| Lakosok száma | 224  | 207  | 192  | 177  | 164  | 161  | 160  | 149  | 142  | 134  |
|               | 2001 | 2004 | 2007 | 2009 | 2012 | 2014 | 2017 | 2019 | 2022 | 2024 |